# Calzada del Coto
Calzada del Coto is een gemeente in de Spaanse provincie León in de regio Castilië en León met een oppervlakte van 56,03 km². Het behoort tot de comarca Tierra de Sahagún en het gerechtelijk district van Sahagún. Volgens de volkstelling van 2024 ( INE ) heeft de gemeente 223 inwoners.
De gemeente Calzada del Coto bestaat uit twee dorpen: Calzada del Coto (zetel of hoofdstad) en Codornillos .
Calzada del Coto wordt doorkruist door de Camino de Santiago, meer specifiek door de Franse Weg . Het ligt op 5 kilometer van Sahagún . Zodra de plaats is overgestoken, kunnen pelgrims ervoor kiezen om de Camino Real (koninklijke weg) te volgen naar Bercianos del Real Camino of verder te gaan langs de Via Trajana (Romeinse weg) richting Calzadilla de los Hermanillos. 

## Demografische ontwikkeling
Bron: INE, 1857-2021: volkstellingen